# The Specials
The Specials (иногда назывались The Special AKA) — британская ска-группа, созданная в 1977 году в Ковентри. Их песни становились хитами в Великобритании. Группа распалась в 1981 году и снова создана в 2008.

## Оригинальный состав
- Терри Холл[англ.] — вокал
- Линвал Голдинг (Lynval Golding) — вокал, ритм-гитара
- Невилл Стейпл — вокал, перкуссия
- Джерри Даммерс — клавишные
- Roddy Radiation — соло-гитара
- Sir Horace Gentleman — бас-гитара
- John Bradbury — барабан
- Rico Rodriguez — тромбон
- Dick Cuthell — труба

## Дискография

### Студийные альбомы
- The Specials (1979)
- More Specials (1980)
- In the Studio (1984)
- Today’s Specials (1996)
- Guilty 'til Proved Innocent! (1998)
- Skinhead Girl (2000)
- Conquering Ruler (2001)
- Encore (2019)
- Protest Songs 1924-2012 (2021)

## The Specials на видео
- «The Special AKA on Film» (198x VHS & Laserdisc)
- «Dance Craze — The Best of British Ska… Live!» (VHS)
- «The Specials: Too Much, Too Young» (2008 DVD)